# Santana do São Francisco

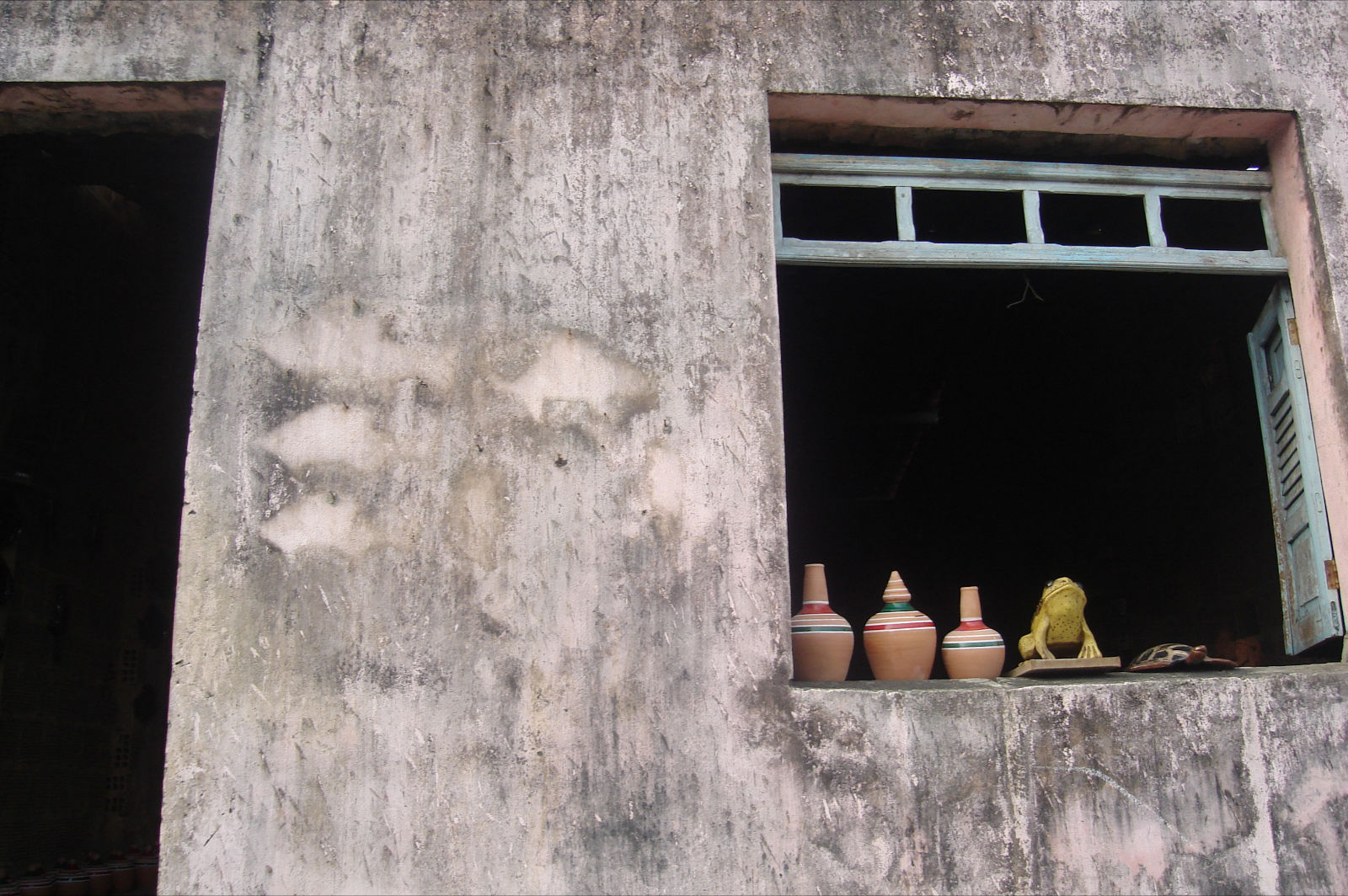
As peças artesanais de barro que costumam ser expostas nas janelas das casas da cidade de Santana do São Francisco (SE, 2011), considerada a Capital Sergipana do Artesanato de Barro, atividade que gera emprego e renda para cerca de 70% da população local.

Santana do São Francisco é um município brasileiro do estado de Sergipe.

## História
Os primeiros ocupantes da região foram os Holandeses, que vieram no final do século XVII, disfarçados de Jesuítas, em busca de ouro e de pau-brasil, permanecendo na terra até serem expulsos pelos Portugueses.
Após a expulsão dos Holandeses, em meados de 1730, começaram a chegar os primeiros colonizadores da região.
Não existem registros históricos do processo de evolução local até o início do século
XX, quando Pedro Gomes passou a terra ao seu filho, o Capitão Belarmino Gomes da Silva
Dias, fundador da Fazenda Carrapicho.
Esta fazenda consistia de vastas terras, limitadas pelo Rio São Francisco, que recebeu esta denominação pela grande concentração de vegetação, cujos pequenos frutos com espinhos ou pêlos, aderem facilmente à vestimenta do homem, nos pés descalços e ao pêlos dos animais.
Posteriormente, as terras e lagoas passaram, em sucessão, aos herdeiros, que assumiram as atividades exploratórias da lavoura.
O surgimento dos primeiros artefatos manuais com barro, deu-se pela facilidade de trabalhar aquele tipo de solo, bem como pela necessidade, por parte da família dos empregados da fazenda, de utensílios domésticos.
A emancipação política se deu em 1989 quando o povoado Carrapicho desmembrou-se do Município de Neópolis, entretanto o processo de elevação a categoria de cidade teve início no ano de 1962, com apoio do deputado Cleto Maia, o vereador Edgar de Melo Silva, representante do povoado de Carrapixo na Câmara de Vereadores de Neópolis, Celso Resende, residente no povoado; iniciam o então chamado Projeto Cleto Maia para emancipação política da cidade de Carrapixo com relação à Neópolis. O projeto foi aprovado por meio da de lei nº1254 de 6 de abril de 1964 e publicado no Diário Oficial no dia 14 do mesmo mês. Contudo, com a Golpe Militar de 1964, a lei é esquecida e só é reavivada após a promulgação da Constituição de 1988, com o movimento engendrado pela Associação Comunitária da região e apoio de alguns deputados, como Marcelo Deda, Luciano Prado, Nicodemos Falcão e Nelson Araújo. Em 1988 o Governador Sebastião Celso de Carvalho assina a promulgação da lei Cleto Maia. Mas é a partir do dia primeiro de janeiro de 1993, o povoado de Carrapixo passa à cidade de Santana do São Francisco, após as eleições de 3 de outubro de 1992, que possibilitaram a formação administrativa da nova cidade.

## Geografia
Localiza-se a uma latitude 10º17'28" sul e a uma longitude 36º36'29" oeste, estando a uma altitude de 0 metros. Sua população estimada em 2004 era de 6.289 habitantes.
Possui uma área de  47,22 km².

## Prefeitos
| Prefeito                                | Início do mandato     | Fim do mandato        | Observações                                 |
| --------------------------------------- | --------------------- | --------------------- | ------------------------------------------- |
| Gilson Guimarães Barrozo                | 1º de janeiro de 1993 | 1º de janeiro de 1997 | Eleito diretamente em sufrágio universal.   |
| Ernando Reinaldo Silva                  | 1º de janeiro de 1997 | 1º de janeiro de 2001 | Eleito diretamente em sufrágio universal.   |
| Gilson Guimarães Barrozo                | 1º de janeiro de 2001 | 1º de janeiro de 2005 | Eleito diretamente em sufrágio universal.   |
| Gilson Guimarães Barrozo                | 1° de janeiro de 2005 | 1º de janeiro de 2009 | Reeleito diretamente em sufrágio universal. |
| Ricardo José Roriz Silva Cruz           | 1º de janeiro de 2009 | 1º de janeiro de 2013 | Eleito diretamente em sufrágio universal.   |
| Maria das Graças Monteiro Feitosa Silva | 1º de janeiro de 2013 | 1º de janeiro de 2017 | Eleita diretamente em sufrágio universal.   |
| Gilson Guimarães Barrozo Júnior         | 1º de janeiro de 2017 | 1° de janeiro de 2021 | Eleito diretamente em sufrágio universal.   |
| Ricardo José Roriz Silva Cruz           | 1° de janeiro de 2021 | atualidade            | Eleito diretamente em sufrágio universal.   |
|                                         |                       |                       |                                             |
|                                         |                       |                       |                                             |